# Grande Prêmio da Itália de 1967
Resultados do Grande Prêmio da Itália de Fórmula 1 realizado em Monza em 10 de setembro de 1967. Nona etapa do campeonato, foi vencido pelo britânico John Surtees, da Honda.

## Resumo
- Foi a segunda vitória da Honda na história da Fórmula 1.
- Primeiro ponto na carreira de Jacky Ickx.
- No mesmo dia a Brabham conquistou o segundo (e último) título mundial de construtores em sua história.

## Classificação da prova
| Pos. | Nº | Piloto              | Construtor      | Voltas | Tempo/Diferença  | Grid | Pontos |
| ---- | -- | ------------------- | --------------- | ------ | ---------------- | ---- | ------ |
| 1    | 14 | John Surtees        | Honda           | 68     | 1:43:45.0        | 9    | 9      |
| 2    | 16 | Jack Brabham        | Brabham-Repco   | 68     | + 0.2            | 2    | 6      |
| 3    | 20 | Jim Clark           | Lotus-Ford      | 68     | + 23.1           | 1    | 4      |
| 4    | 30 | Jochen Rindt        | Cooper-Maserati | 68     | + 56.6           | 11   | 3      |
| 5    | 36 | Mike Spence         | BRM             | 67     | + 1 volta        | 12   | 2      |
| 6    | 32 | Jacky Ickx          | Cooper-Maserati | 66     | + 2 voltas       | 15   | 1      |
| 7    | 2  | Chris Amon          | Ferrari         | 64     | + 4 voltas       | 4    |        |
| Ret  | 22 | Graham Hill         | Lotus-Ford      | 58     | Motor            | 8    |        |
| Ret  | 6  | Jo Siffert          | Cooper-Maserati | 50     | Acidente         | 13   |        |
| Ret  | 24 | Giancarlo Baghetti  | Lotus-Ford      | 50     | Motor            | 17   |        |
| Ret  | 4  | Bruce McLaren       | McLaren-BRM     | 46     | Motor            | 3    |        |
| Ret  | 26 | Jo Bonnier          | Cooper-Maserati | 46     | Superaquecimento | 14   |        |
| Ret  | 34 | Jackie Stewart      | BRM             | 45     | Motor            | 7    |        |
| Ret  | 18 | Denny Hulme         | Brabham-Repco   | 30     | Superaquecimento | 6    |        |
| Ret  | 12 | Guy Ligier          | Brabham-Repco   | 26     | Motor            | 18   |        |
| Ret  | 38 | Chris Irwin         | BRM             | 16     | Injeção          | 16   |        |
| Ret  | 10 | Ludovico Scarfiotti | Eagle-Weslake   | 5      | Motor            | 10   |        |
| Ret  | 8  | Dan Gurney          | Eagle-Weslake   | 4      | Motor            | 5    |        |

## Tabela do campeonato após a corrida
|   | Pos. | Piloto       | Pontos |
| - | ---- | ------------ | ------ |
|   | 1    | Denny Hulme  | 43     |
|   | 2    | Jack Brabham | 40     |
| 1 | 3    | Jim Clark    | 23     |
| 1 | 4    | Chris Amon   | 20     |
| 4 | 5    | John Surtees | 17     |

|   | Pos. | Construtor      | Pontos |
| - | ---- | --------------- | ------ |
|   | 1    | Brabham-Repco   | 57     |
|   | 2    | Lotus-Ford      | 26     |
|   | 3    | Cooper-Maserati | 24     |
|   | 4    | Ferrari         | 20     |
| 2 | 5    | Honda           | 17     |

- Nota: Somente as primeiras cinco posições estão listadas. Cada piloto computaria cinco de seis resultados na primeira metade do campeonato e quatro de cinco na segunda metade. Neste ponto esclarecemos: na tabela dos construtores figurava somente o melhor colocado dentre os carros de um time e o campeão da temporada surge grafado em negrito.